# Tres-Marias-Zwergbeutelratte
Die Tres-Marias-Zwergbeutelratte (Tlacuatzin insularis) ist eine Säugetierart aus der Familie der Beutelratten (Didelphidae), die auf den Marias-Inseln vor der Pazifikküste Mexikos vorkommt.

## Merkmale
Die bei der Erstbeschreibung untersuchten Tiere, allesamt Männchen, hatten eine durchschnittliche Gesamtlänge von 28,5 Zentimeter, einen 17 Zentimeter langen Schwanz und der Hinterfuß war ca. 2 Zentimeter lang. Das Rückenfell ist zimtbraun bis grau, die Bauchseite ist cremefarben bis gelbbraun. Der Schwanz ist braun und die Füße sind braun wie Leder. Der Schädel, das Gaumenbein und das Nasenbein sind lang und schmal. Größe und das allgemeine äußere Erscheinungsbild entsprechen damit dem der (gewöhnlichen) Grauen Zwergbeutelratte (Tlacuatzin canescens), die Ohren der Tres-Marias-Zwergbeutelratte sind jedoch größer, der Schwanz ist länger, die Vorderfüße sind kleiner, der Schädel ist länger und schmaler, der Hirnschädel ist runder, die Färbung tendiert etwas ins Braun-Gelbliche und die Augenringe sind breiter und reichen weiter nach vorn. Während die Schwanzspitze bei der (gewöhnlichen) Grauen Zwergbeutelratte für gewöhnlich weiß ist, ist eine Weißfärbung am Schwanz der Tres-Marias-Zwergbeutelratte nicht vorhanden.

## Systematik
Die Tres-Marias-Zwergbeutelratte wurde 1898 durch den US-amerikanischen Zoologen Clinton Hart Merriam unter der Bezeichnung Marmosa insularis erstmals wissenschaftlich beschrieben und damit den in Mittel- und Südamerika weit verbreiteten Zwergbeutelratten (Marmosa) zugeordnet. Eine eigenständige Gattung für die nur in Mexiko vorkommenden Grauen Zwergbeutelratten (Tlacuatzin) wurde 2003 eingeführt. In Wilson und Reeders Mammal Species of the World wird nur noch eine Art der Grauen Zwergbeutelratten anerkannt (T. canescens), im Handbook of the Mammals of the World wird sie als Unterart von T. canescens gelistet. Bei der Untersuchung von DNA-Proben von Grauen Zwergbeutelratten aus ganz Mexiko fand man, dass die Gattung aus 5 gut zu unterscheidenden Kladen besteht, von denen eine auf den Marias-Inseln vorkommt. Die Tres-Marias-Zwergbeutelratte (Tlacuatzin insularis) wurde dadurch wieder zu einer eigenständigen Art.

## Belege
1. 1 2 3  
Clinton Hart Merriam (1898): Mammals of Tres Marias Islands, off western Mexico. Proceedings of The Biological Society of Washington, Band 12, S. 13–19.
2. 1 2  
Jésica Arcangeli, Jessica E. Light, Fernando A. Cervantes: Molecular and morphological evidence of the diversification in the gray mouse opossum, Tlacuatzin canescens (Didelphimorphia), with description of a new species. Journal of Mammalogy, Volume 99, Issue 1, Februar 2018, S. 138–158, doi: 10.1093/jmammal/gyx173
3. ↑  
Robert S. Voss & Sharon A. Jansa (2003): Phylogenetic studies on didelphid marsupials II. Nonmolecular data and new IRBP sequences: Separate and combined analyses of didelphine relationships with denser taxon sampling. In: Bulletin of the American Museum of Natural History. Vol. #276, S. 1–82
4. ↑  
Wilson & Reeder´s Mammal Species of the World: Tlacuatzin canescens
5. ↑  
Diego Astúa: Family Didelphidae (Opossums). In: Don E. Wilson, Russell A. Mittermeier: Handbook of the Mammals of the World. Band 5: Monotremes and Marsupials. Lynx Editions, 2015, ISBN 978-84-96553-99-6, S. 147.